# Mineral Point (Wisconsin)
Mineral Point è un comune degli Stati Uniti d'America, situato nello Stato del Wisconsin, nella contea di Iowa.